# نائوکو تاکوچی
نائوکو تاکوچی (انگلیسی: Naoko Takeuchi؛ زادهٔ ۱۵ مارس ۱۹۶۷) مانگاکا اهل ژاپن است. وی از سال ۱۹۸۶ میلادی تاکنون مشغول فعالیت بوده است. او بیشتر بخاطر نوشتن اثر سیلور مون، یکی از محبوب‌ترین مجموعه مانگای تمام دوران شناخته می‌شود. وی همچنین برندهٔ جوایزی همچون جایزه مانگای کودانشا و جایزه اینکپات شده است.
تاکوچی با یوشیهیرو توگاشی، مانگاکا آثار یو یو هاکوشو و هانتر × هانتر ازدواج کرده است.